# Fukuyama-Indolsynthese
Die Fukuyama-Indolsynthese ist eine Namensreaktion der Organischen Chemie und wurde 1994 von dem japanischen Chemiker Tohru Fukuyama (* 1948) entdeckt.

## Übersichtsreaktion
Die Reaktion dient der Synthese von Indolen durch radikalische Cyclisierung von ο-Isocyanostyrol-Derivaten-Reaktionsschema:
Bei der Fukuyama-Indolsynthese werden das Zinn-Reagenz Tributylzinnhydrid (n-Bu3SnH) und Azobis(isobutyronitril) (AIBN) als Radikalstarter oder Triethylboran verwendet. Mit diesen Reagenzien können ο-Isocyanostyrol-Derivate zu Indolen umgesetzt werden, wobei bei Zugabe von Säure ein 3-substituiertes Indol und bei Zugabe von Halogenalkanen und Palladium(0) 2,3-disubstituierte Indole entstehen.

## Mechanismus
Ein möglicher Mechanismus dieser radikalischen Cyclisierung wird in den wissenschaftlichen Veröffentlichungen von Tohru Fukuyama et al. vorgestellt. Durch die Zugabe des AIBNs zum Tributylzinnhydrid entsteht ein Tributylzinn-Radikal, das einen mesomeriestabiliersten ο-Isocyanostyrol 1 radikalisch angreift. Es bildet sich ein α-Stannoimidoyl-Radikal 2, das durch intramolekularen Ringschluss und intramolekulare Protonenwanderung zum Radikal 3 reagiert. Durch weitere Zugabe von Tributylzinnhydrid kommt es zum Abbruch der radikalischen Prozesse und es bleibt 2-Stannylindol 4 als Hauptprodukte zurück. Je nachdem welche Reagienzien zu 4 hinzukommen, entsteht ein 3- oder ein 2,3-disubstituiertes Indol. Das 3-substituierte Indol erhält man, indem man 4 durch Zugabe einer Säure protoniert. Dann spaltet sich ein Tributylzinn-Kation ab und es entsteht das gewünschte Indol-Derivat 5.
Zur Synthese von dem 2,3-disubstituierten Indol (6) benötigt man stattdessen eine Halogenverbindung (Rest R2= Cyclohexenyl-, Phenyl- und Butylgruppe) und Palladium als Katalysator.
Als Rest R1 können verschiedene Ester- aber auch Alkylgruppen verwendet werden. Es handelt sich um eine Eintopfreaktion, bei der das Triethylboran nur bei cis-Isomeren zum Einsatz kommt und genauso wie beim Einsatz von AIBN eine Indol-Ausbeute von 93 % liefert.